# CHC Geiselhart

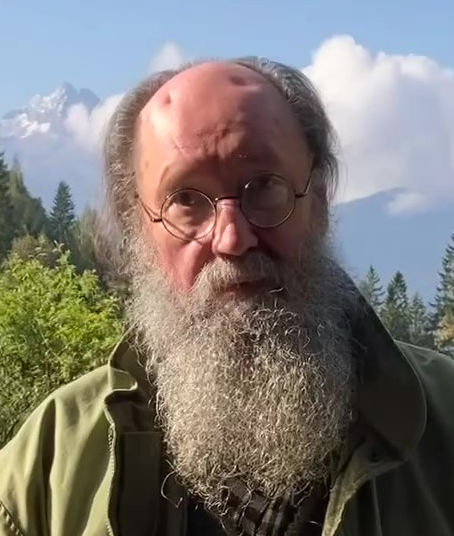
CHC Geiselhart

Curt Hans Chrysostomus (CHC) Geiselhart (* 31. August 1949 in Tübingen) ist ein deutscher Maler, Bildhauer und Drucker, der in Nehren im Landkreis Tübingen und im Salzburger Land lebt.

## Leben
1969 bis 1974 studierte er an der Staatlichen Akademie der Bildenden Künste Stuttgart bei Gunter Böhmer, Horst Bachmayer und Peter Grau. 1970 bis 1976 studierte er Kunstgeschichte an der Universität Stuttgart und der Eberhard Karls Universität Tübingen. Anschließend war er bis 2007 Kunstpädagoge am Quenstedt-Gymnasium in Mössingen. Von 1984 bis 1987 war er Mitglied im Gemeinderat von Nehren für die „Alternative Liste Nehren“.  Von 1999 bis 2002 war er Regionalleiter des Verbands Bildender Künstler und Künstlerinnen (VBKW) Region Neckar-Alb.
Seit 1975 ist CHC Geiselhart mit Christa Schmuck-Geiselhart (geb. Haas) verheiratet, gemeinsam haben sie vier Kinder. Er lebt und arbeitet in Nehren und in der Aschau (Gemeinde Unken) im Salzburger Land, wo er seit 1997 zusammen mit seiner Frau deren elterlichen Bauernhof bewirtschaftet. Seine Ateliers befinden sich in Nehren, Rottenburg am Neckar und in der Aschau.
CHC Geiselhart ist Mitglied im Künstlerbund Baden-Württemberg, im Verband Bildender Künstlerinnen und Künstler Baden-Württemberg (VBKK) e.V. und in der Holzschneidervereinigung XYLON Deutschland e.V.

## Werk
1974 bis 1990 betätigte CHC Geiselhart sich hauptsächlich als Radierer und Zeichner und seit 1985 als Bildhauer, Maler und Drucker (Holz- und Linolschnitt). Er erstellt dazu Videos, Bilderbücher, Illustrationen und digitale Bildcollagen.
Das im Jahre 1990 abgeschlossene Werk als Radierer umfasst unter anderem die Radiermappen „Ansichten“ (1976) und „angesicht“ (1977, mit Andreas Grunert, Horst Peter Schlotter und Norbert Stockhus).
1986 entstand zum 900-Jahres-Jubiläum der Gemeinde Nehren eine erste großangelegte skulpturale Aktion im öffentlichen Raum mit 24 „Denkpflöcken“. Diesem ersten temporären „Pflockfeld“ folgten weitere in Winnenden, Emmendingen und Wiesloch (1988/89) sowie in Ochsenhausen (1993). Eine dauerhafte Präsentation erhielt 1994 das „Tübinger Pflockfeld“ als Städtepartnerschaftsdenkmal der Stadt Tübingen in Petrosawodsk. Diese begehbare Skulptur besteht aus 61 fest verankerten Edelstahl-Stelen an der Uferpromenade des Onegasees, die im Stahlwerk von Petrosawodsk angefertigt wurden. An sechzehn dieser Stelen sind jeweils acht Erinnerungssteine aus beiden Partnerstädten montiert.
1990 begann CHC Geiselhart seine elementare Werkreihe „TRANSITUS“, an der er lebenslang zu arbeiten beabsichtigt. Sie umfasst Malerei, Skulptur, Druckgrafik, Blockbilder, Videos. Darunter findet sich auch seit 2009 die Porträt-Reihe „Im Meer der Zeit“ mit über 80 Linolschnitten im Format DIN A3. Parallel dazu entstanden ab 2005 zahlreiche Texte, die als „Aschauer Notizen“ in seinen Katalogen publiziert wurden.
Seit 1977 hat CHC Geiselhart seine Arbeiten in über 50 Einzelausstellungen sowie in vielen Ausstellungsbeteiligungen im In- und Ausland gezeigt. Seine Arbeiten befinden sich in öffentlichen und privaten Sammlungen, u. a. Staatsgalerie Stuttgart, Museum Ulm, Regierungspräsidium Stuttgart, Galerie der Stadt Stuttgart, Evangelische Akademie Bad Boll, Schiller-Nationalmuseum in Marbach am Neckar, Kunstmuseum Reutlingen, Haus der Geschichte Baden-Württemberg in Stuttgart.

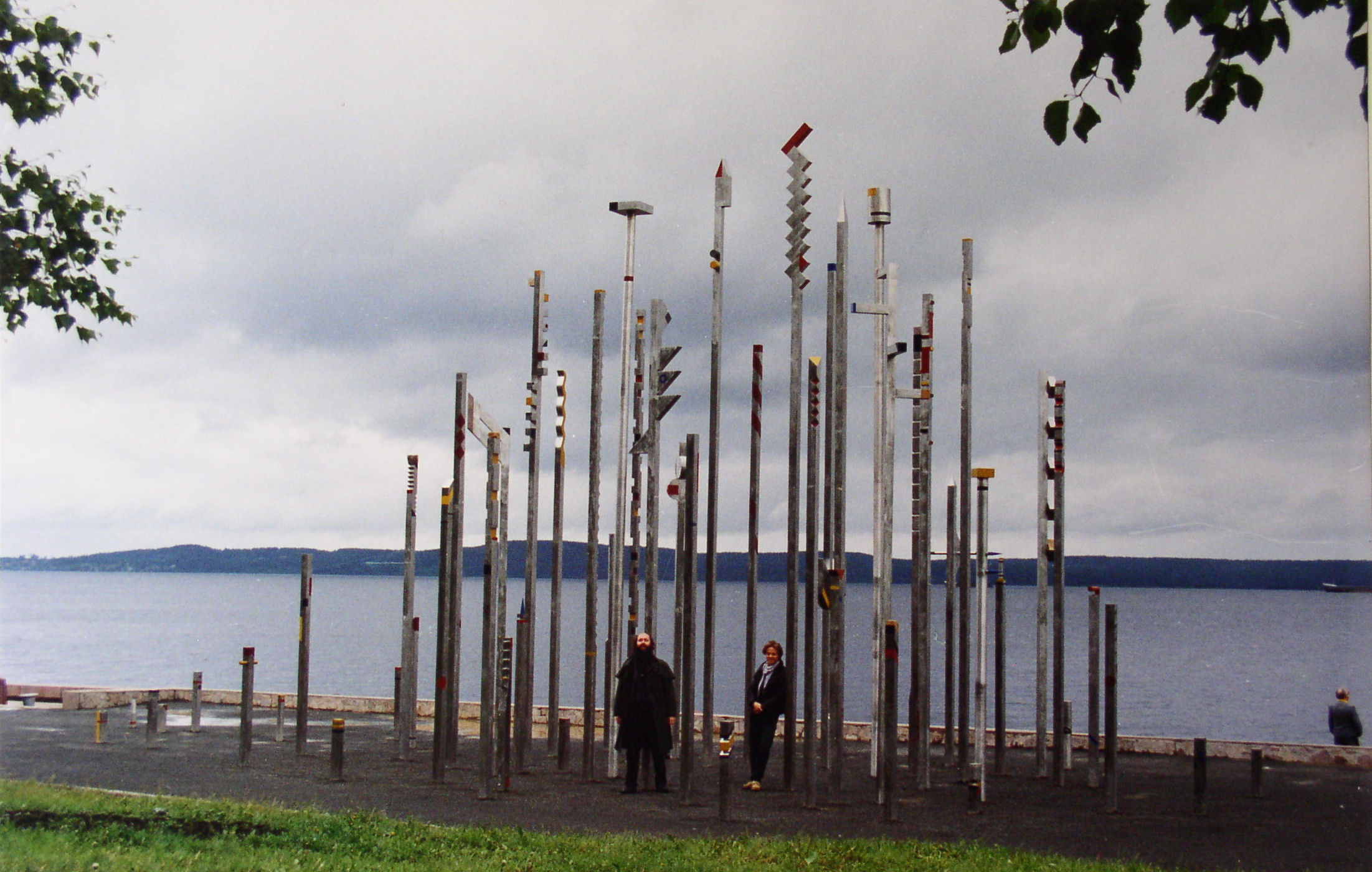
Tübinger Pflockfeld, Petrosawodsk am Ufer des Onegasees (1994)
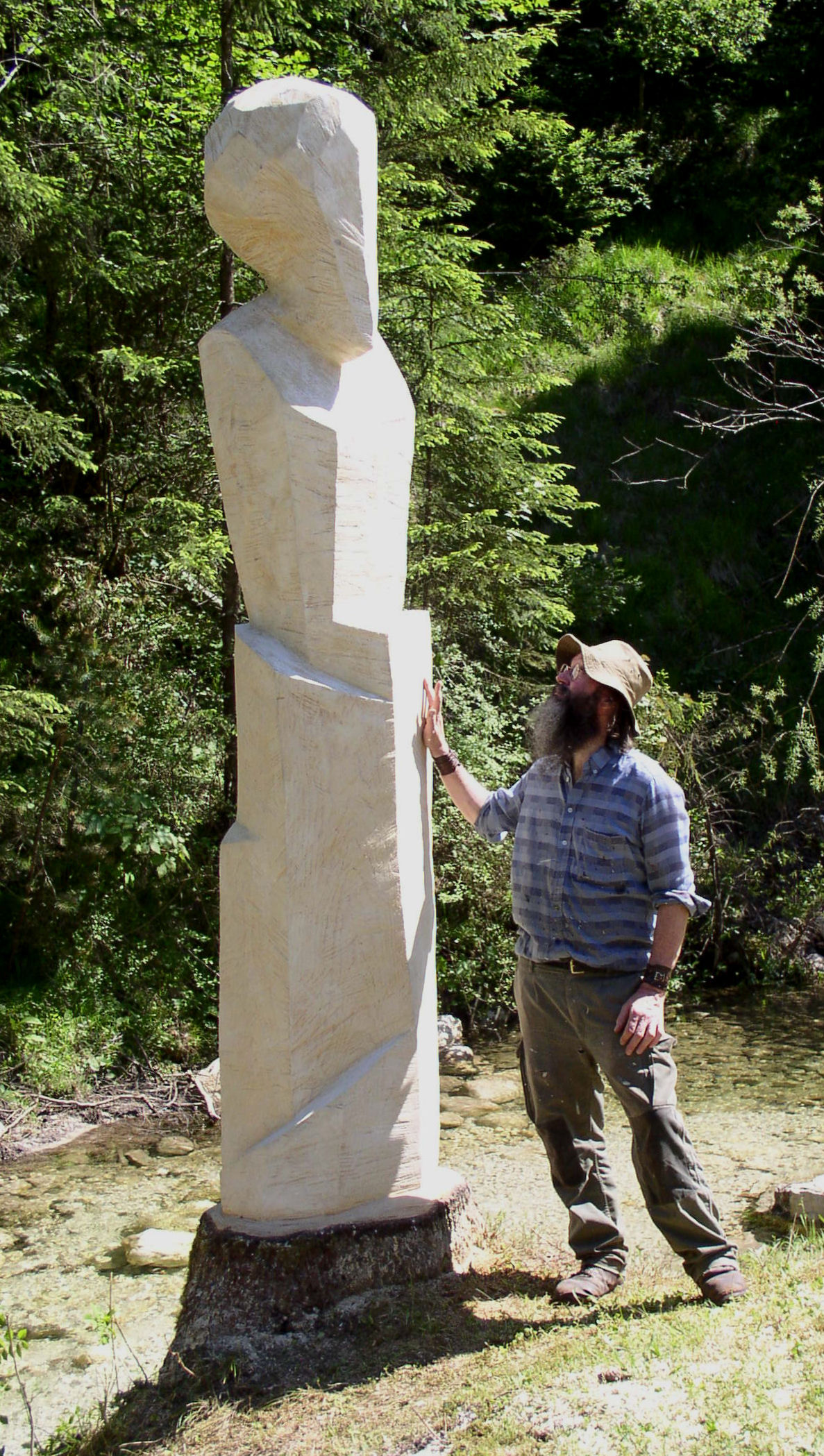
Reither Wächter, Reith, Gemeinde Unken (2006)
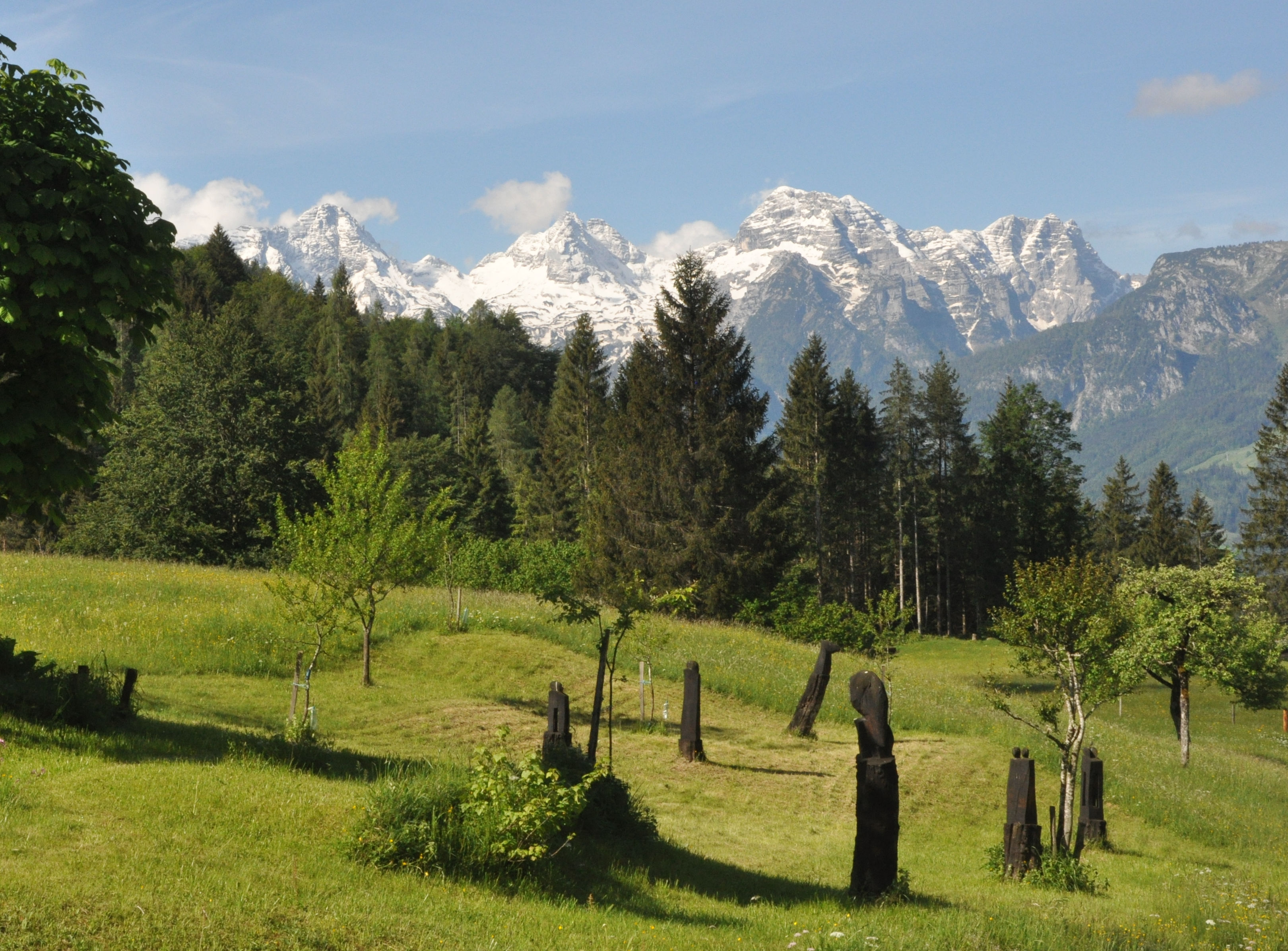
Skulpturen-Anger, Aschau, Gemeinde Unken (2006–2010)
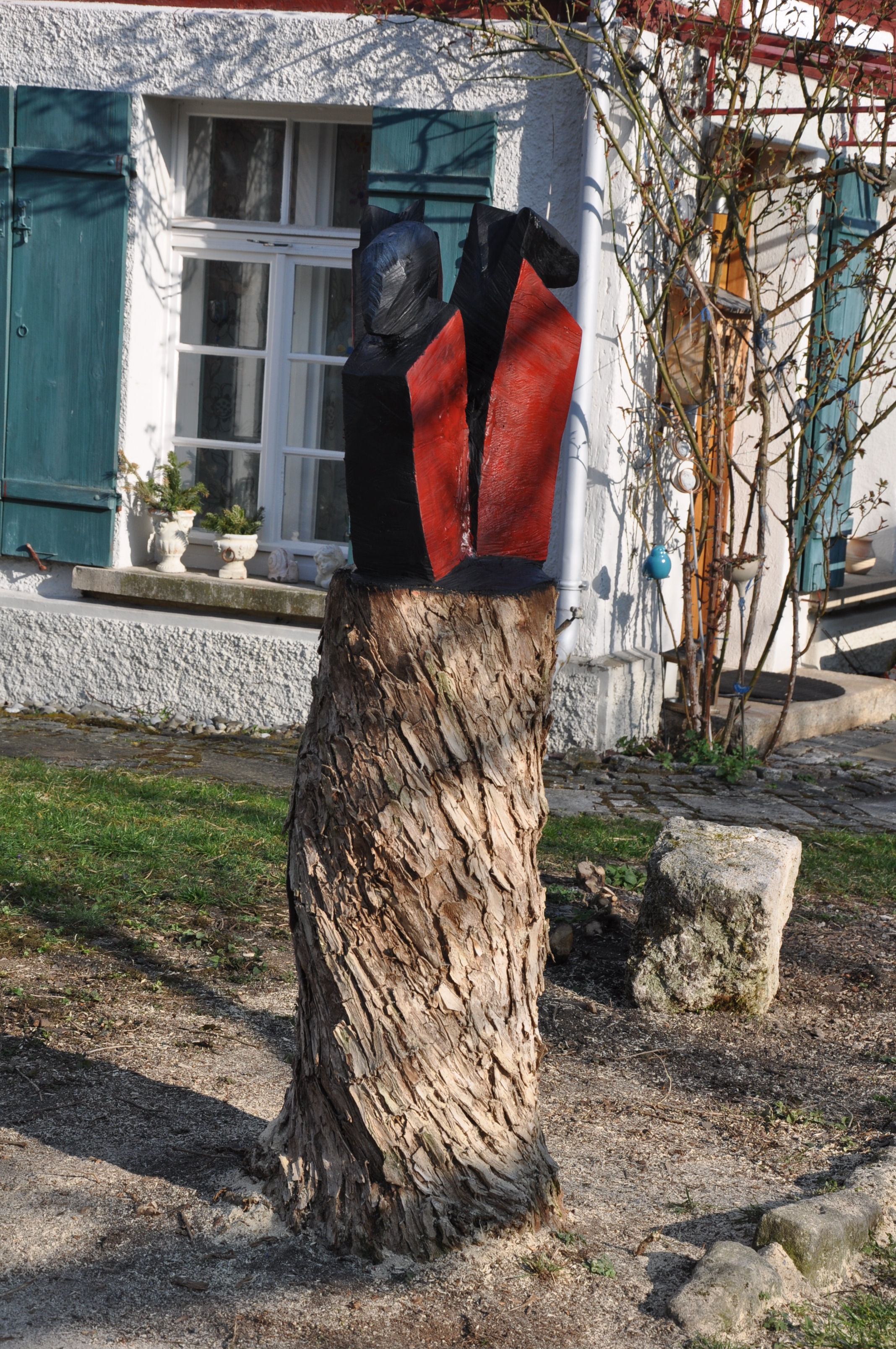
Nehrener Troika, Nehren (2019)
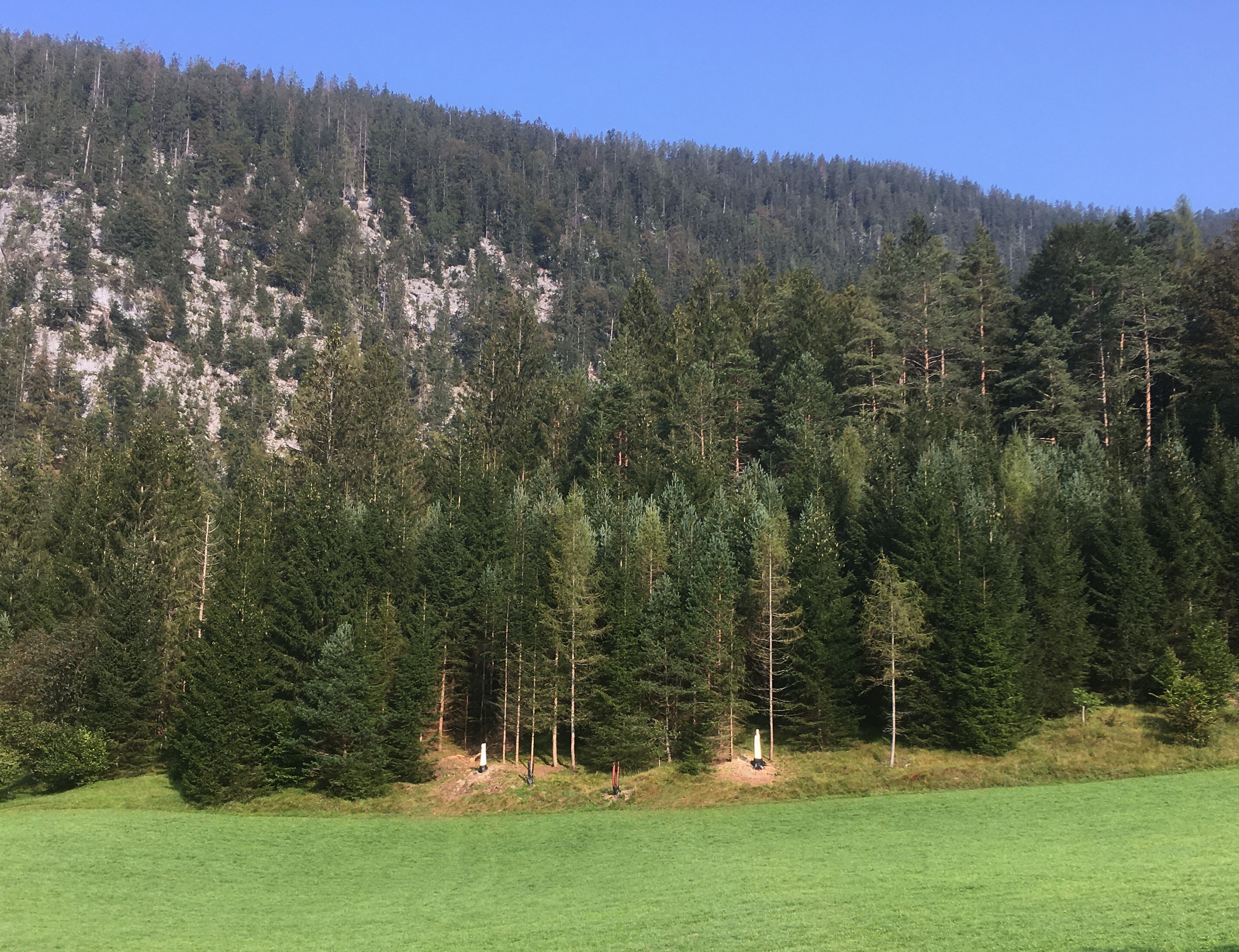
Zogel-Skulpturen, Aschau, Gemeinde Unken (2020)
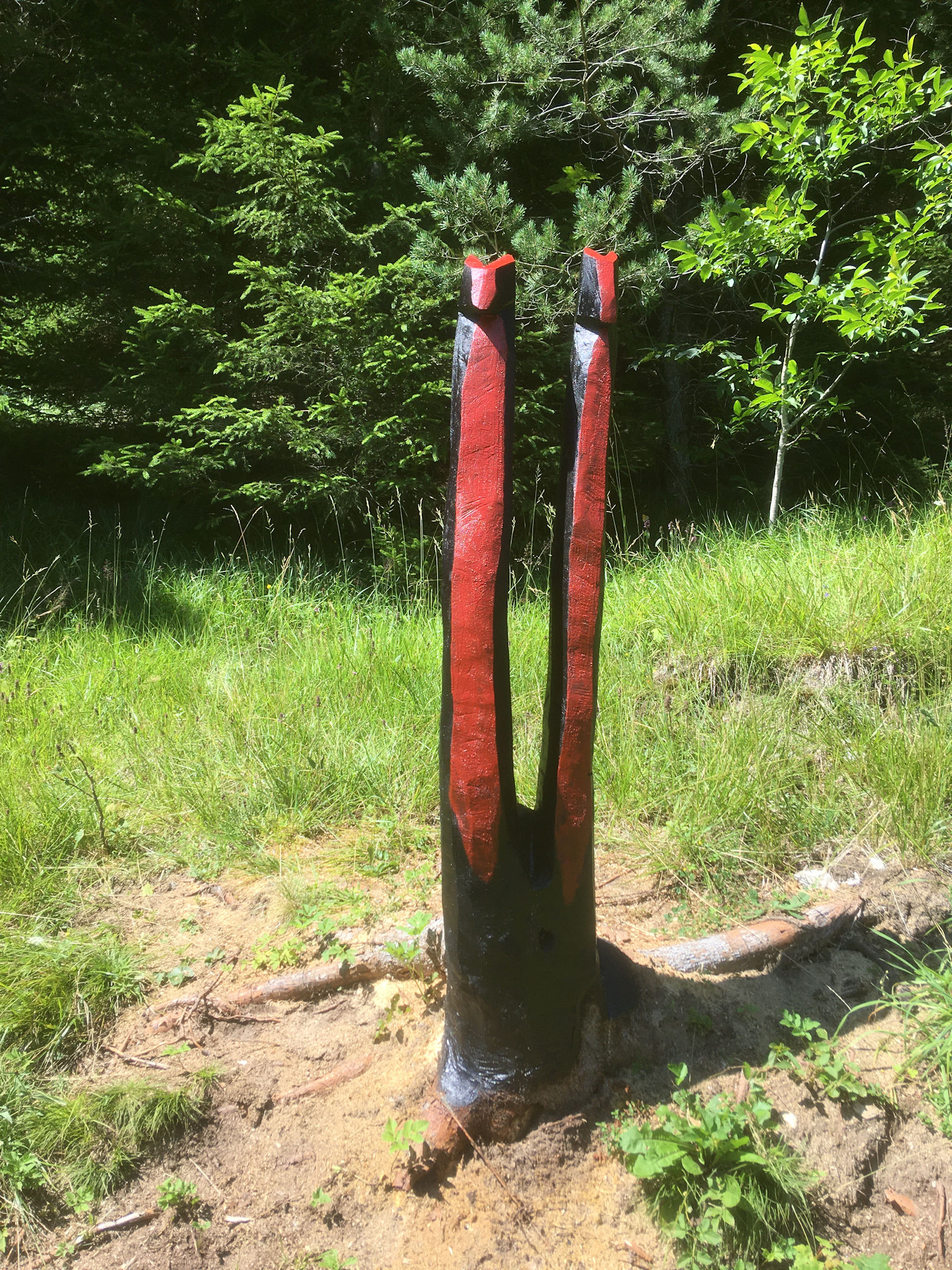
Zogel-Wächter-Paar II der Zogel-Skulpturen
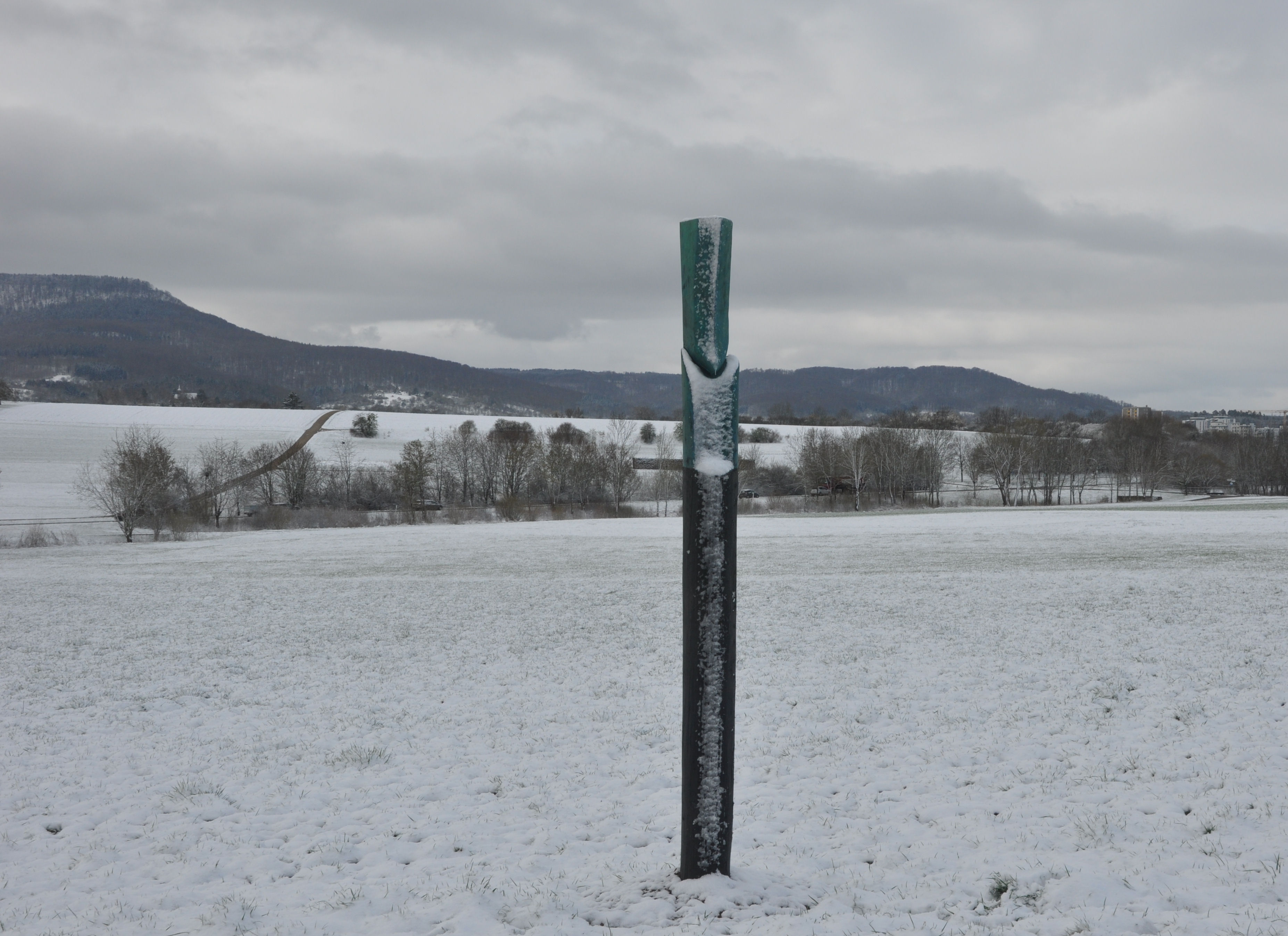
Endelberg-Wächter bei Mössingen (2021)
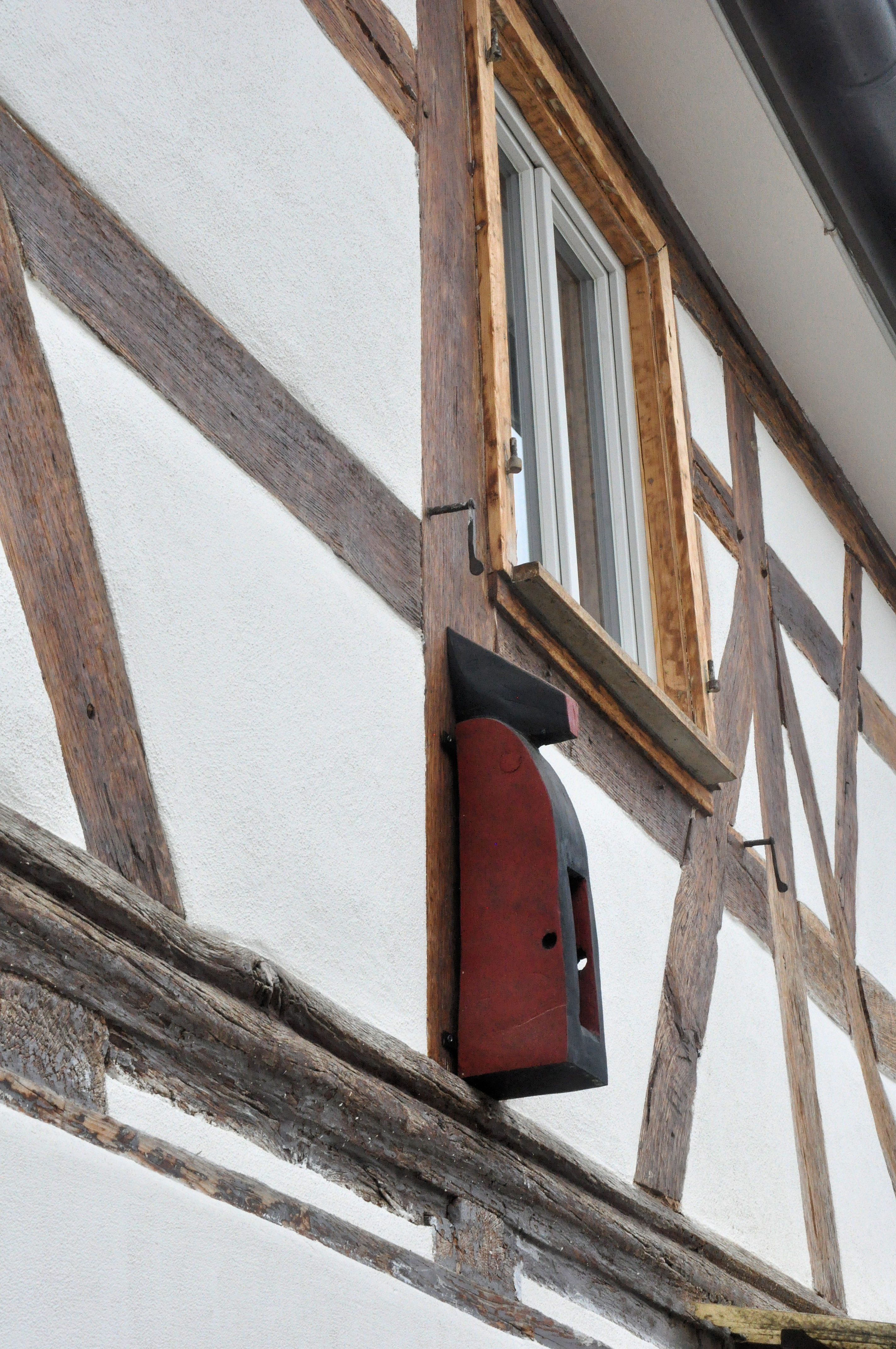
Hauswächter, Nehren (2022)

## Ausstellungen (Auswahl)
- 1977 Kunsthistorisches Institut der Universität zu Köln
- 1982 Hölderlinturm, Tübingen
- 1989 Luxemburgisches Schloß Königstein, Frankfurt am Main
- 1991 „CHC Geiselhart – Radierungen“, Galerii Dilo, Pardubice
- 1992 „CHC Geiselhart – Radierungen“, Galerii Vavrys, Prag
- 1998 „Durban meets Stuttgart - Stuttgart meets Durban“, Durban Art Gallery, Durban
- 1999 „12 espressioni artistiche“ Rocca Paolina, Perugia
- 2001 „CHC Geiselhart - Arbeiten aus dem TRANSITUS-Projekt“, Galerie im Helferhaus, Backnang
- 2003 Kunstforum Wendelinskapelle, Weil der Stadt
- 2004 „Woodcuts from Germany Today“, Artist’s House, Tel Aviv
- 2005 Frühe Arbeiten zu Waiblinger & Hölderlin, Galerie Fluchtweg im Kleist-Archiv Sembdner, Heilbronn
- 2005 Burg Kalteneck, Holzgerlingen
- 2005–06 „dreifach“ Neue Holzschnitte der XYLON: Gewerbemuseum, Winterthur; Dokumentationszentrum für Moderne Kunst, St. Pölten; Neue Sächsische Galerie, Chemnitz; Barockschlössl, Mistelbach; Bezirksmuseum, Landeck
- 2006 „CHC Geiselhart“, Doppelausstellung Kulturhalle Tübingen & Ugge-Bärtle-Haus Tübingen
- 2006 Städtische Galerie, Petrosawodsk
- 2008 „CHC Geiselhart – Neue Arbeiten aus dem TRANSITUS-Projekt“, Galerie Thron, Reutlingen
- 2010 Bildhauersymposion, Rheda-Wiedenbrück
- 2010 „CHC Geiselhart – Arbeiten aus dem TRANSITUS-Projekt“, Kornhaus, Schwäbisch Gmünd
- 2012 „Schnittwelten HAP Grieshaber & CHC Geiselhart“, Volksbank Reutlingen
- 2014 „CHC Geiselhart - Das gegenständliche Werk“, Schloss Glatt
- 2016 „Haus Europa“, Haus der Geschichte Baden-Württemberg, Stuttgart
- 2020 „PLUG-IN“, Künstlerbund Baden-Württemberg in der Landesvertretung Baden-Württemberg, Berlin
- 2021 „The Dylan Series & Skulpturen aus dem TRANSITUS-Projekt“, Kulturwerkstatt BT24, Münsingen
- 2023 „CHC Geiselhart - Das TRANSITUS-Projekt“, Kulturverein Zehntscheuer, Rottenburg am Neckar